# Balma de l'Espluga (Puig Cendrós)

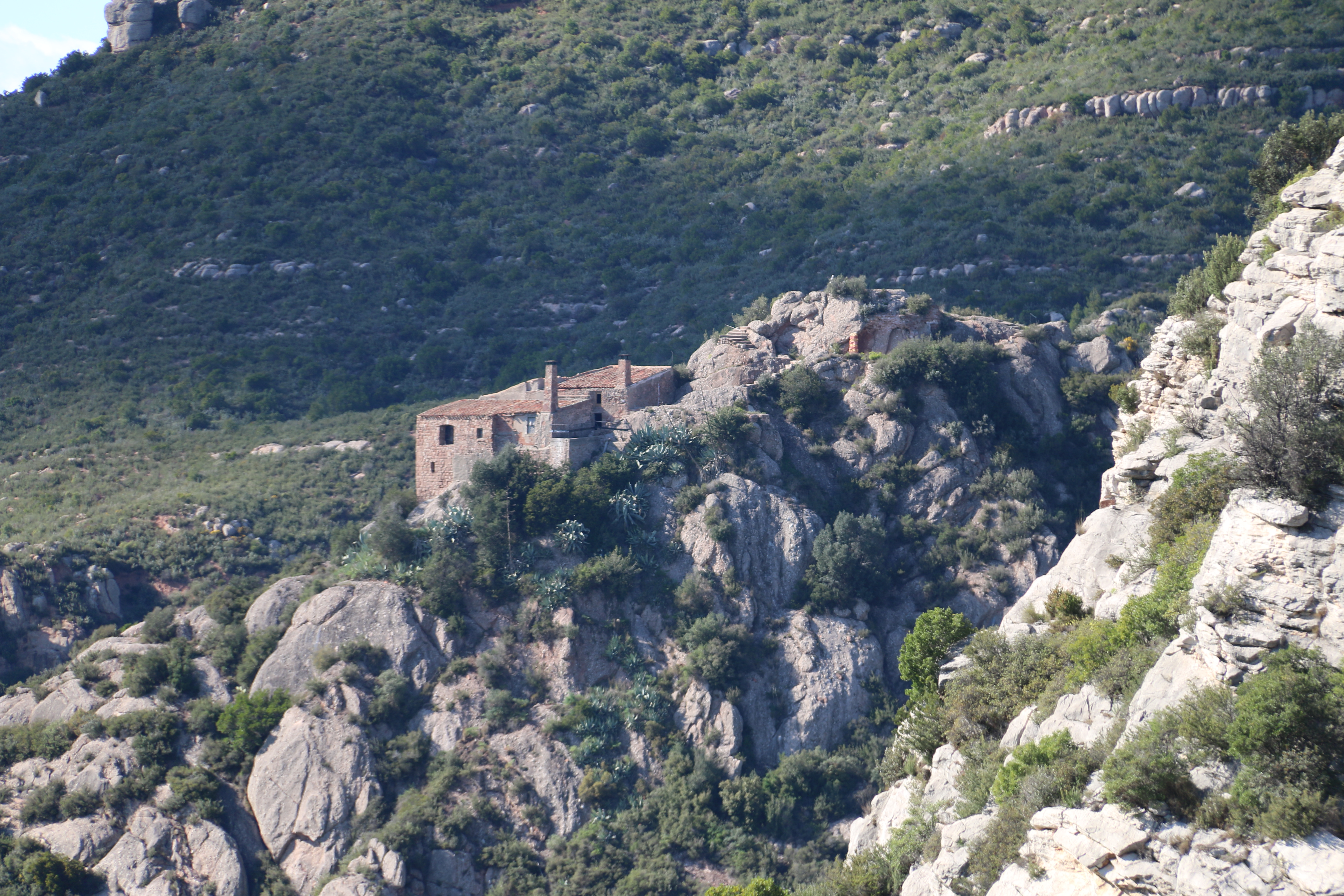
Ermita de Sant Salvador de les Espases. La paret rocosa de la dreta de la imatge correspon a aquesta balma

La balma de l'Espluga és una paret freqüentada per escaladors al vessant oest de la muntanya del Puig Cendrós, a Olesa de Montserrat. Popularment també se l'anomena Les Paparres. Per accedir-hi, cal prendre un corriol força pedregós des del Coll de les Espases, just darrere d'un pessebre de ferro. Al cap de 15 minuts d'aproximació, arribarem als peus de la paret calcària esmentada. La seva formació es deu a una falla tectònica. És una zona d'escalada, amb parts desplomades, molt apreciada per les fabuloses vistes a Montserrat i al Congost del Cairat.
Segons fonts arxivístiques de l'Arxiu Històric Municipal d'Olesa de Montserrat, antigament era una zona d'extracció de matèria primera per produir calç. Molt a la vora, hi ha un camí que es dirigeix a Olesa de Montserrat amb el nom de camí de les Escaleres, donant-nos a entendre l'etimologia del nom que era l'antic camí per traginar aquest material.